# Rocznik Przemyski
Rocznik Przemyski – rocznik historyczny ukazujący się od 1912 roku w Przemyślu. Wydawcą jest Towarzystwo Przyjaciół Nauk w Przemyślu. Publikowane są w nim artykuły naukowe, recenzje, materiały dotyczące archeologii, etnografii, historii, językoznawstwa, literaturoznawstwa  i nauk przyrodniczych.
Pismo do 1927 roku ukazywało się pod nazwą „Rocznik Towarzystwa Przyjaciół Nauk w Przemyślu”. W 1995 przyjęto podział „Rocznika Przemyskiego” na zeszyty obejmujące poszczególne dziedziny nauki. Obecnie ukazują się zeszyty: Historia, Historia Wojskowości, Literatura i Język, Nauki Przyrodnicze. Zeszyt Literatura i Język jest publikowany dzięki współpracy z Instytutem Filologii Polskiej Uniwersytetu Pedagogicznego im. KEN w Krakowie.
W roku 2017 Komitet Redakcyjny „Rocznika Przemyskiego” stanowili:
- dr hab. Tomasz Pudłocki (redaktor naczelny),
- dr Jolanta Czartoryska,
- dr Lucjan Fac,
- dr Ewa Grin-Piszczek,
- dr Grzegorz Klebowicz,
- mgr inż. Grzegorz Poznański,
- dr Maciej Waltoś.

„Rocznik Przemyski” jest czasopismem punktowanym na liście czasopism punktowanych – lista B, ogłoszonej przez Ministerstwo Nauki i Szkolnictwa Wyższego w grudniu 2015 r. Czasopismo jest także notowane w bazie Index Copernicus.